# Nihil
Nihil è il nono album dei KMFDM, pubblicato nel 1995.

## Tracce
1. "Ultra" (Mark Durante/En Esch/Sascha Konietzko/Günter Schulz/Chris Shepard/Raymond Watts) 4:34
2. "Juke Joint Jezebel" (Esch/Konietzko/Schulz/Watts)5:40
3. "Flesh" (Esch/Konietzko/Schulz/Watts)5:02
4. "Beast" (Konietzko/Schulz)5:06
5. "Terror" (Durante/Esch/Konietzko/Schulz/Shepard/Watts) 4:50
6. "Search & Destroy" (Esch/Konietzko/Schulz) 3:26
7. "Disobedience" (Durante/Esch/Konietzko/Schulz/Shepard/Watts) 4:43
8. "Revolution" (Esch/Konietzko/Schulz) 4:27
9. "Brute" (Esch/Konietzko/Schulz/Watts) 4:25
10. "Trust" (Konietzko/Schulz) 3:43

## Formazione
- Sascha Konietzko – Tastiere, Voce (1-7, 9, 10), Basso (6), Batteria (10)
- En Esch – Voce (1-3, 5-8), Chitarra (1, 3, 6), Batteria (6, 9), Percussioni (2), Seconda voce (3, 5), Fisarmonica (5)
- Günter Schulz – Chitarra, Voce (2, 6), Basso (5)
- Raymond Watts – Voce (1-3, 5, 7, 9), Basso (5), Drum Machine (5)
- Mark Durante - Chitarra (1, 7),(5, 7, 9)
- Bill Rieflin – Batteria (1, 3, 7)
- Dorona Alberti – Voce femminile (4, 8, 10)
- Jennifer Ginsberg – Voce femminile (2)
- Jim Christiansen – Trombone (7)
- Jeff Olson – Tromba (7)
- Fritz Whitney – Sassofono (7)
- Chris Shepard